# Фърнгъли 2: Магическото избавление
„Фърнгъли 2: Магическото избавление“ (на английски: FernGully 2: The Magical Rescue) американски анимационен филм от 1998 г. Базиран е по разказите на „Фърнгъли“ от Даяна Йънг. Филмът излиза на VHS от 17 март 1998 г.

## Синхронен дублаж

### Озвучаващи артисти
| Роля               | Изпълнител       |
| ------------------ | ---------------- |
| Криста             | Елза Лалева      |
| Пипс Дядо на Бъджи | Калин Сърменов   |
| Бати Кода Шеф      | Иван Райков      |
| Бъджи Банди        | Елена Русалиева  |
| Гоана              | Христо Мутафчиев |
| Корен              | Пламен Захов     |
| Пън Мак Капитан    | Георги Тодоров   |

### Допълнителни дубльори
| Елена Саръиванова |
| Елена Русалиева   |
| Георги Тодоров    |
| Иван Райков       |
| Пламен Захов      |

### Песните изпълниха
| Христо Мутафчиев                 |
| Тошко и Груди от „Момчешки Свят“ |
| Йорданка Илова                   |
| Цанко Тасев                      |
| Ася Рачева                       |
| Анатоли Божинов                  |

### Бекграунд вокали
| „МОМЧЕШКИ СВЯТ“ „ТЕАТЪР 13“ | Диригент: Десислава Софранова |

### Песни
| Песен            | Изпълнява |
| ---------------- | --- |
| Тук във Фърнгъли | Музика и текст: Мат Макгуайър и Санди Хауъл Аранжимент и продуцент: Мат Макгуайър Music Werks Productions Изпълнява: Христо Мутафчиев Беквокали: „Театър 13“                        |
| Заедно           | Автор и продуцент: Роджър Кларк Chop Shop Music BMI Изпълняват: Йорданка Илова Тошко (Момчешки свят) Беквокали: Йорданка Илова Десислава Софранова Ася Рачева                       |
| Смях, смях       | Автори и продуценти: Роджър Кларк и Томи Дъндър Chop Shop Music BMI, Bay High Music BMI Изпълнява: Цанко Тасев Беквокали: Йорданка Илова Лина Темелкова Ася Рачева                  |
| ТВ Рок           | Автори и продуценти: Роджър Кларк и Томи Дъндър Chop Shop Music BMI, Bay High Music Изпълнява: Биг Тийн                                                                             |
| Път към дома     | Автори и продуценти: Жу-Карол Блок и Лио Франис Frappier Music ASCAP Изпълняват: Ася Рачева Анатоли Божинов Беквокали: Йорданка Илова Лина Темелкова Ася Рачева Десислава Софранова |